# Limnoria clarkae
Limnoria clarkae là một loài chân đều trong họ Limnoriidae. Loài này được Kensley & Schotte miêu tả khoa học năm 1987.